# Emmanuel Pahud
Pour les articles homonymes, voir Pahud.
 (avril 2020).
Emmanuel Pahud, né le 27 janvier 1970 à Genève, est un flûtiste suisse et français résidant en Allemagne (Berlin), principalement connu pour son répertoire baroque et classique.
Pahud n'est pas né dans une famille de musiciens. C'est durant sa jeunesse que les sons de la flûte l'ont captivé. De quatre à vingt-deux ans, il a été instruit et encadré par des flûtistes tels que François Binet, Carlos Bruneel et Aurèle Nicolet. Formé au Conservatoire de Paris, il se lance dans une carrière de soliste et rejoint l'Orchestre philharmonique de Berlin en 1992.
Son répertoire est très varié ; il joue de la musique baroque, classique et contemporaine.

## Biographie
Il commence ses études musicales à l'âge de 6 ans à Rome. En 1990, après avoir obtenu son prix au Conservatoire national supérieur de musique de Paris, il suit l'enseignement d'Aurèle Nicolet de Peter-Lukas Graf ou encore de Carlos Bruneel. Il remporte plusieurs premiers prix dans d'importants concours internationaux parmi lesquels Duino en 1988, Kōbe en 1989 et Genève en 1992.
Il remporte le prix des solistes au Concours de la Communauté de radio de langue française et le prix Juventus du Conseil de l'Europe. Emmanuel Pahud est également lauréat de la Fondation Yehudi Menuhin et de la Tribune internationale de l'UNESCO pour les musiciens. À l'âge de 22 ans, il est nommé première flûte de l'Orchestre philharmonique de Berlin, poste qu'il occupe encore à ce jour.
En 1993, il co-fonde avec Paul Meyer et Éric Le Sage le festival Musique à l'Empéri (devenu Salon Festival international de musique de chambre de Provence).
En 1998, Emmanuel Pahud a reçu un prix aux Victoires de la musique classique catégorie soliste instrumental ainsi que le Grand prix de la Nouvelle Académie du disque français pour son enregistrement de musique française en duo.

## Décoration
- Chevalier de l'ordre des Arts et des Lettres (5 juin 2009). il est nommé Chevalier des Arts et des Lettres à Berlin[3].

## Prix
En septembre 2023, Emmanuel Pahud reçoit le prix Léonie-Sonning.

## Répertoire[5]

### Flûte et orchestre symphonique
- Berkeley Concerto, op. 36
- Bernstein Halil for Flute & Orchestra
- Busoni Divertimento
- Khatchaturian Concerto
- Ligeti Double Concerto for Flute & Oboe
- Maazel Music for Flute and Orchestra
- Nielsen Concerto
- Reinecke Concerto in D major, op. 283
- Ibert Concerto

### Flûte et orchestre de chambre
- Boehm Concerto in G major, op. 1
- Cimarosa Concerto in G major for 2 flutes
- Danzi Sinfonia Concertante for Flute & Clarinet
- Devienne Concerto no. 2 in D major, and No. 7 in E minor
- Gubaidulina Music for Flute, Strings and Percussions
- M. Haydn Concerto in D major
- Honegger Double Concerto for Flute & Oboe
- Molique Concerto in E minor
- Mozart Concerto in G major K313, Concerto in D major K314, Concerto for flute and harp K299, Andante in C major K315, Rondo in D major K184
- Nielsen Concerto
- Ibert Concerto
- Rivier Concerto
- Schulhoff Double Concerto for Flute & Piano
- Schwindl Concerto in D major
- Sciarrino Rondo
- Spohr Concerto no. 8 in a minor, op. 47
- Stamitz Concerto in G major
- Zafred Concerto

### Flûte et ensemble à cordes
- CPE Bach Concertos in D minor (H426), G major (H445), A major (H438) and B flat major (H435)
- JS Bach Concerto in A minor BWV 1056, Suite no. 2 in B minor BWV 1067, Brandenburg Concertos nos 4 and 5, Triple concerto BWV 1044
- Boccherini Concerto in D major, op. 27
- Gretry Concerto in C major
- J. Haydn Concerto in D major
- Jolivet Concerto
- Leclair Concerto in C major no.3, op. 7
- Mercadante Concerto in E minor
- Pergolesi Concertos in G major and D major
- Pleyel Concerto in C major
- Quantz Concertos in G major, D major, C minor, E minor
- Telemann Concertos in F major and G major
- Vivaldi Concerti: Four Seasons, Piccolo concerto

## Discographie[6]

### EMI Classics
- C.P.E. Bach : Concertos pour flûte (2016)
- Devienne, Gianella, Gluck et Pleyel : Concertos pour flûte Révolution (2015)
- Around the world : Pièces pour flûte et guitare, avec Christian Rivet (2013)
- The Flute King (2011)
- Fantasy: A Night at the Opera (2010)
- Opium- Mélodies françaises (2009)
- Bach Flute & Harpsichord Sonatas (2008)
- Dalbavie : Flute Concerto (2008)
- Brahms : Sonatas Op.120, No.1 & No.2 and Reinecke Sonata Op.167 (2007)
- Nielsen : Clarinet & Flute Concertos, Wind Quintet with Sabine Meyer, BPO (2007)
- Vivaldi : Flute Concertos with Australian Chamber Orchestra (2006)
- Haydn : Flute Concertos , etc. (2005)
- French Connection : Chamber Works (2005)
- Beau Soir with Mariko Anraku (2004)
- Le Carnaval des animaux (2004)
- Khachaturian/Ibert, Flute Concertos with Tonhalle-Orchestra Zürich (2003)
- Into the Blue with Jacky Terrasson (2003)
- Telemann Concertos (2003)
- Gubaidulina : The Canticle of the Sun- Music for Flute, Strings and Percussion (2001)
- Mozart : Flute/Flute & Harp & Clarinet Concerti with Sabine Meyer (2001)
- Bach : Brandenburg Concerto No.5 , etc. with Berliner Barock Solisten (2001)
- Debussy/Ravel/Prokofiev (2000)
- Mozart : Quartets for Flute, Violin, Viola & Cello (1999)
- Haydn : Flute Concertos with Haydn Ensemble Berlin (1998)
- Cantos y Danzas with Manuel Barrueco (1998)
- Paris- French Flute Music with Eric Le Sage (1998)
- Mozart : Flute Concertos with BPO (1997)

### Auvidis Valois
- Weber : Sonatas for flute and piano with Eric Le Sage (1995)
- Schubert : Introduction and Variations D.802, Sonata D.821, Sonatine D.385 with Eric Le Sage (1994)
- Beethoven : Sonata in B flat major, Sonata in F major op. 17, Serenade in D op. 41 with Eric Le Sage (1993)

### Skarbo records
- Fauré - Franck : Sonatas, with Eric Le Sage (1993), Fauré Sicilienne, op. 78 et Fantasy, op. 79

### Musiques suisses
- Flötenmusik (1995)